# Triphyllus elongatus
Triphyllus elongatus is een keversoort uit de familie boomzwamkevers (Mycetophagidae). De wetenschappelijke naam van de soort werd in 1875 gepubliceerd door Leconte.